# 康普頓波長

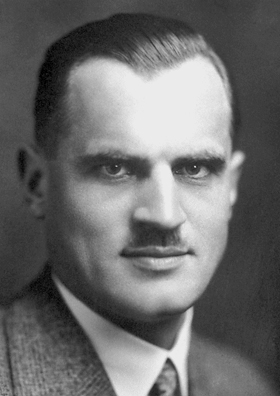
阿瑟·康普頓。

粒子的康普頓波長（Compton wavelength）λ，其關係式如下：
{\displaystyle \lambda ={\frac {h}{mc}}=2\pi {\frac {\hbar }{mc}}\ }，
式中的變數符號
{\displaystyle h}：普朗克常數，
{\displaystyle m}：粒子的質量，
{\displaystyle c}：真空光速。
定義約化康普頓波長{\displaystyle {\bar {\lambda }}}為
{\displaystyle {\bar {\lambda }}={\frac {\hbar }{mc}}}。
根據CODATA 2014的數值，電子的康普頓波長是2.4263102367(11)×10-12 m。
不同的粒子，有不同的康普頓波長，康普頓波長與質量成反比，相較之下，史瓦西半徑則與質量成正比，在質量為{\displaystyle {\frac {\sqrt {2}}{2}}}普朗克質量時，約化康普頓波長會等於史瓦西半徑，而此長度為{\displaystyle {\frac {\sqrt {2}}{2}}}普朗克長度。

## 簡介
在考慮到量子力學與狹義相對論為前提下，康普頓波長被認為是測量粒子位置的基本限制。
其大小取決於該粒子的質量{\displaystyle m\ }。
現舉一例子說明這個，設用反射回來的光去量度粒子的位置──但要準確地量度位置需要波長短的光。波長短的光是由高能量光子所組成的。若這些光子的能量超過{\displaystyle mc^{2}\ },當擊中被量度位置的粒子時，其撞擊所產生的能量可能會足夠產生同類型的粒子。這使得粒子的原位置這個問題變得毫無意義。
此論點同時亦表明了康普頓波長是量子場論──可用於描述粒子的生成或湮滅──需要被重視的長度上限。
我們可以用以下方法將上述論點變得更精確一點。設要量度粒子的位置至一準確度△x。  
則其位置及動量的不確定性關係式為
{\displaystyle \Delta x\,\Delta p\geq \hbar /2}
所以粒子動量的不確定性符合：
{\displaystyle \Delta p\geq {\frac {\hbar }{2\Delta x}}}
使用相對性原理中的動量與能量，當{\displaystyle \Delta p}大於{\displaystyle mc}時能量的不確定性比{\displaystyle mc^{2}\ }要大，會有足夠的能量生成出一個同類型的粒子。所以運用一點代數，可見存在一基礎上限
{\displaystyle \Delta x\geq {\frac {\hbar }{2mc}}}
所以至少在大約一倍大小以內，粒子位置的不確定性一定要比康普頓波長{\displaystyle h/mc\ }為大。
康普頓波長能夠與德布羅意波長作對比；後者大小視粒子的動量而定，它同時也決定量子力學中粒子的粒子性及波动性的分界線。
對費米子而言，其康普頓波長決定了相互作用的反應截面積。例如，對一從電子來的光子而言，其湯姆森散射反應截面積等於
{\displaystyle (8\pi /3)\alpha ^{2}\lambda _{e}^{2}},
其中{\displaystyle \alpha \ }為精細結構常數，{\displaystyle \lambda _{e}\ }為電子的康普頓波長。而規範場玻色子而言，其康普頓波長決定了湯川相互作用的有效範圍：由於光子無質量，電磁的作用距離為無限。
電子的康普頓波長一組三個互相關連的長度單位中的一個，另外兩個是波耳半徑{\displaystyle a_{0}}及古典電子半徑{\displaystyle r_{e}}。康普頓波長是由電子質量{\displaystyle m_{e}}，普朗克常數{\displaystyle h}及光速{\displaystyle c}構建的。而波耳半徑則是由{\displaystyle m_{e}}，{\displaystyle h}及電子電荷{\displaystyle e}所構建。古典電子半徑就由{\displaystyle m_{e}}, {\displaystyle c}及{\displaystyle e}構建。這三種長度中的任何一種都能夠被寫成另外兩種長度及精細結構常數的倍數{\displaystyle \alpha }:
{\displaystyle r_{e}={\alpha \lambda _{e} \over 2\pi }=\alpha ^{2}a_{0}}
普朗克質量的特殊在於它跟{\displaystyle 2\pi }及這類因數沒有關係，這個質量的康普頓波長相等於其史瓦西半徑。由此而得的特殊長度被稱為普朗克長度。從簡易的量纲分析可得：史瓦西半徑與質量成正比，而康普頓波長與質量成反比。

## 外部連結
- Length Scales in Physics: the Compton Wavelength